# 鈴木鴻一郎
鈴木 鴻一郎（すずき こういちろう、1910年（明治43年）5月23日 - 1983年（昭和58年）4月22日）は、日本の経済学者。東京大学名誉教授、元金沢経済大学・帝京大学教授。専攻はマルクス経済学の経済理論。
宇野弘蔵の後継者。彼が宇野から継承した宇野経済学は伊藤誠によって引き継がれることになる。山口県山口町出身。

## 年譜
- 1930年 山口高等学校卒業
- 1934年 東京帝国大学経済学部卒業。大倉商事入社。
- 1935年 大原社会問題研究所入所
- 1940年 東京芝浦電気入社
- 1947年 東京帝国大学社会科学研究所助教授
- 1949年 東京大学社会科学研究所教授
- 1954年 東京大学経済学部教授
- 1961年 経済学博士
- 1963年 10月、経済学部長（-1965年9月）
- 1971年 東京大学定年退職、金沢経済大学経済学部教授
- 1980年 帝京大学経済学部教授。12月、日本学士院会員。
- 1981年 叙勲二等授瑞宝章。
- 1982年 帝京大学大学院経済学研究科長。
- 1983年 4月22日、肺がんのため逝去。叙正四位。

## 著書
- 『日本農業と農業理論』（御茶の水書房、1951年）
- 『地代論論争』（勁草書房、1952年）
- 『マルクス経済学』（弘文堂、1955年）
- 『価値論論争』（青木書店、1959年）
- 『続マルクス経済学』（弘文堂、1959年）
- 『「資本論」と日本』（弘文堂、1959年）
- 『経済学原理論（上・下）』（東京大学出版会、1960、1962年）
- 『資本論へん歴』（日本評論社、1971年）
- 『セミナー経済学教室 1 マルクス経済学』（日本評論社、1974年）
- 『一途の人─東大の経済学者たち─』（新評論、1978年）

## 編
- 現代日本資本主義大系 第1巻 独占資本 弘文堂 1958
- 貨幣論研究 青木書店 1959
- 利潤論研究 東京大学出版会 1960
- 信用論研究 法政大学出版局 1961
- 経済学原理論 東京大学出版会 1960-62
- 帝国主義研究 日本評論社 1964
- 経済学研究入門 東京大学出版会 1967
- 現代アメリカ資本主義年表 東京大学出版会 1969
- マルクス経済学講義 青林書院新社 1972
- 恐慌史研究 日本評論社 1973

## 翻訳
- マルサス穀物条例論 地代論 ロバアト・マルサス 1939 (改造文庫)
- リカアド価値論の批判 価値の性質,尺度,及び原因に関する論文 サミュエル・ベイリー 日本評論社 1941
- 地代論 リチャード・ジョーンズ 遊部久蔵共訳 日本評論社 1942　のち岩波文庫
- 労働擁護論 ホヂスキン 日本評論社　1948
- デイヴィド・リカードウ全集 第2巻 マルサス経済学原理評注 雄松堂書店 1971
- 資本論-経済学批判 マルクス 世界の名著 中央公論社 1973-74

## 記念論集
- 資本論と帝国主義論 鈴木鴻一郎教授還暦記念 武田隆夫,遠藤湘吉,大内力編 東京大学出版会 1970